# Кам'янська міська рада (Черкаська область)
Ка́м'янська міська́ ра́да — адміністративно-територіальна одиниця та орган місцевого самоврядування в Кам'янському районі Черкаської області. Адміністративний центр — місто Кам'янка.

## Загальні відомості
Кам'янська міська рада утворена в 1956 році.
- Територія ради: 152,3 км²
- Населення ради: 12 956 осіб (станом на 1 січня 2011 року)
- Територією ради протікає річка Тясмин

## Населені пункти
Міській раді підпорядковані населені пункти:
- м. Кам'янка

## Склад ради
Рада складається з 36 депутатів та голови.
- Голова ради: Тірон Володимир Іванович
- Секретар ради: Будянська Надія Володимирівна

### Керівний склад попередніх скликань
| Прізвище, ім'я, по батькові  | Основні відомості                                               | Дата обрання | Дата звільнення |
| ---------------------------- | --------------------------------------------------------------- | ------------ | --------------- |
| Шамрай Олександр Григорович  | Міський голова, 1970 року народження, безпартійний              | 26.03.2006   | 31.10.2010      |
| Гарнага Володимир Васильович | Міський голова, 1946 року народження, освіта вища, безпартійний | 31.10.2010   | 16.12.2012      |
| Тірон Володимир Іванович     | Міський голова, 1954 року народження, освіта вища, безпартійний | 16.12.2012   | 04.06.2013      |
| Тірон Володимир Іванович     | Міський голова, 1954 року народження, освіта вища, безпартійний | 25.05.2014   |                 |

Примітка: таблиця складена за даними сайту Верховної Ради України

### Депутати
За результатами місцевих виборів 2010 року депутатами ради стали:

#### За суб'єктами висування
| Суб'єкт висування                                       | Кількість обраних депутатів | %    |
| ------------------------------------------------------- | --------------------------- | ---- |
| Партія регіонів                                         | 12                          | 33,3 |
| Політична партія Всеукраїнське об'єднання «Батьківщина» | 9                           | 25   |
| Комуністична партія України                             | 5                           | 13,9 |
| Соціалістична партія України                            | 4                           | 11,1 |
| Народна партія                                          | 3                           | 8,3  |
| Політична партія «Фронт Змін»                           | 2                           | 5,6  |
| Соціально-екологічна партія «Союз. Чорнобиль. Україна.» | 1                           | 2,8  |

#### За округами
| № округу                                                | Прізвище, ім'я, по батькові    | Дата визнання обраним | Освіта             | Партійна приналежність                                        | Відомості про обраного депутата                                          |
| ------------------------------------------------------- | ------------------------------ | --------------------- | ------------------ | ------------------------------------------------------------- | ------------------------------------------------------------------------ |
| Комуністична партія України                             |                                |                       |                    |                                                               |                                                                          |
| б/м                                                     | Василенко Лідія Володимирівна  | 04.11.2010            | середня спеціальна | член Комуністичної партії України                             | Районний центр зайнятості населення                                      |
| б/м                                                     | Лисенко Володимир Іванович     | 04.11.2010            | середня спеціальна | член Комуністичної партії України                             | Міська рада, майстер                                                     |
| 7                                                       | Засядько Олексій Миколайович   | 04.11.2010            | вища               | позапартійний                                                 | пенсіонер                                                                |
| 12                                                      | Титаренко Іван Степанович      | 04.11.2010            | середня            | позапартійний                                                 | пенсіонер                                                                |
| 17                                                      | Табурець Володимир Іванович    | 04.11.2010            | вища               | позапартійний                                                 | ДПІ УМВС, начальник                                                      |
| Народна Партія                                          |                                |                       |                    |                                                               |                                                                          |
| 1                                                       | Даліба Людмила Леонідівна      | 04.11.2010            | вища               | член Народної партії                                          | Кам'янське районне споживче товариство Магазин «Книги», завідувачка      |
| 2                                                       | Дорофєєв Микола Сергійович     | 04.11.2010            | вища               | член Народної партії                                          | Селянське фермерське господарство «Зірниця», голова                      |
| 10                                                      | Буцький Василь Сергійович      | 04.11.2010            | середня спеціальна | член Народної партії                                          | Фірма «Шляховик», директор                                               |
| Партія регіонів                                         |                                |                       |                    |                                                               |                                                                          |
| б/м                                                     | Шамрай Олександр Григорович    | 04.11.2010            | вища               | член Партії регіонів                                          | Кам'янська міська рада, голова                                           |
| б/м                                                     | Соболь Галина Юхимівна         | 04.11.2010            | середня спеціальна | член Партії регіонів                                          | фізична особа-підприємець, директор                                      |
| б/м                                                     | Будянська Надія Володимирівна  | 04.11.2010            | вища               | член Партії регіонів                                          | Кам'янська міська рада, секретар                                         |
| б/м                                                     | Ціперко Олександр Андрійович   | 04.11.2010            | вища               | член Партії регіонів                                          | Кам'янський пенсійний фонд, начальник                                    |
| б/м                                                     | Левенець Аліна Анатоліївна     | 04.11.2010            | вища               | член Партії регіонів                                          | Кам'янський пенсійний фонд, спеціаліст                                   |
| б/м                                                     | Шляхтова Людмила Володимирівна | 04.11.2010            | вища               | член Партії регіонів                                          | Кам'янський районний відділ освіти, спеціаліст                           |
| 3                                                       | Биков Володимир Васильович     | 04.11.2010            | вища               | член Партії регіонів                                          | Кам'янська ЦРЛ, лікар                                                    |
| 4                                                       | Скринник Володимир Іванович    | 04.11.2010            | вища               | член Партії регіонів                                          | Кам'янське УЕГГ, головний інженер                                        |
| 5                                                       | Віщанський Сергій Іванович     | 04.11.2010            | середня спеціальна | член Партії регіонів                                          | Державне підприємство «Водоканал», майстер                               |
| 8                                                       | Швед Сергій Анатолійович       | 04.11.2010            | середня спеціальна | член Партії регіонів                                          | фізична особа-підприємець                                                |
| 11                                                      | Сундуков Олександр Васильович  | 04.11.2010            | вища               | член Партії регіонів                                          | Кам'янський «Автодор», директор                                          |
| 13                                                      | Тинда Ірина Флоріанівна        | 04.11.2010            | вища               | член Партії регіонів                                          | Кам'янська загальноосвітня школа № 1, вчитель                            |
| Політична партія Всеукраїнське об'єднання «Батьківщина» |                                |                       |                    |                                                               |                                                                          |
| б/м                                                     | Тимощук Володимир Миколайович  | 04.11.2010            | вища               | член Всеукраїнського об'єднання «Батьківщина»                 | Кам'янський навчальний центр, вчитель                                    |
| б/м                                                     | Гетьман Микола Карпович        | 04.11.2010            | вища               | член Всеукраїнського об'єднання «Батьківщина»                 | приватний підприємець                                                    |
| б/м                                                     | Курченко Генадій Петрович      | 04.11.2010            | середня            | член Всеукраїнського об'єднання «Батьківщина»                 | тимчасово не працює                                                      |
| б/м                                                     | Опальнік Олена Миколаївна      | 04.11.2010            | вища               | член Всеукраїнського об'єднання «Батьківщина»                 | приватний підприємець                                                    |
| б/м                                                     | Ревенко Валентина Миколаївна   | 04.11.2010            | вища               | член Всеукраїнського об'єднання «Батьківщина»                 | Дитяча музична школа ім. П. І. Чайковського, вчитель                     |
| 6                                                       | Кам'янецький Павло Миколайович | 04.11.2010            | середня спеціальна | член Всеукраїнського об'єднання «Батьківщина»                 | ТОВ «Шляховик», майстер                                                  |
| 14                                                      | Клименко Наталія Степанівна    | 04.11.2010            | середня спеціальна | член Всеукраїнського об'єднання «Батьківщина»                 | ГО «Асоціація економічного розвитку Кам'янщини», диерктор                |
| 15                                                      | Мартинюк Галина Григорівна     | 04.11.2010            | середня            | член Всеукраїнського об'єднання «Батьківщина»                 | тимчасово не працює                                                      |
| 18                                                      | Нечиталюк Олександр Васильович | 04.11.2010            | середня            | позапартійний                                                 | ТОВ «Галукс», начальник ЗЕД                                              |
| Політична партія «Фронт Змін»                           |                                |                       |                    |                                                               |                                                                          |
| б/м                                                     | Коваленко Віталій Валентинович | 04.11.2010            | вища               | член Політичної партії «Фронт Змін»                           | фізична особа-підприємець                                                |
| б/м                                                     | Кивгила Олександр Григорович   | 04.11.2010            | середня            | член Політичної партії «Фронт Змін»                           | фізична особа-підприємець                                                |
| Соціалістична партія України                            |                                |                       |                    |                                                               |                                                                          |
| б/м                                                     | Довгань Тетяна Іванівна        | 04.11.2010            | вища               | член Соціалістичної партії України                            | приватний підприємець                                                    |
| б/м                                                     | Василенко Олександр Григорович | 04.11.2010            | середня спеціальна | член Соціалістичної партії України                            | приватний підприємець                                                    |
| 9                                                       | Щавелєв Петро Федорович        | 04.11.2010            | вища               | позапартійний                                                 | пенсіонер                                                                |
| 16                                                      | Мушта Віра Миколаївна          | 04.11.2010            | вища               | позапартійна                                                  | Редакція районної газети "Трудова слава ", заступник головного редактора |
| Соціально-екологічна партія «Союз. Чорнобиль. Україна.» |                                |                       |                    |                                                               |                                                                          |
| б/м                                                     | Перерва Володимир Миколайович  | 04.11.2010            | середня спеціальна | член Соціально-екологічної партії «Союз. Чорнобиль. Україна.» | пенсіонер                                                                |